# Groupe 2 du tableau périodique
Cet article court présente un sujet plus développé dans : métal alcalino-terreux.
Le groupe 2 du tableau périodique, dit des métaux alcalino-terreux, autrefois appelé groupe IIA dans l'ancien système IUPAC et dans le système CAS, contient les éléments chimiques de la 2e colonne, ou groupe, du tableau périodique des éléments :
| Période | Élément chimique | Élément chimique | Z   | Famille d'éléments     | Configuration électronique[2] |
| ------- | ---------------- | ---------------- | --- | ---------------------- | ----------------------------- |
| 2       | Be               | Béryllium        | 4   | Métal alcalino-terreux | [He] 2s2                      |
| 3       | Mg               | Magnésium        | 12  | Métal alcalino-terreux | [Ne] 3s2                      |
| 4       | Ca               | Calcium          | 20  | Métal alcalino-terreux | [Ar] 4s2                      |
| 5       | Sr               | Strontium        | 38  | Métal alcalino-terreux | [Kr] 5s2                      |
| 6       | Ba               | Baryum           | 56  | Métal alcalino-terreux | [Xe] 6s2                      |
| 7       | Ra               | Radium           | 88  | Métal alcalino-terreux | [Rn] 7s2                      |
| 8       | Ubn              | Unbinilium       | 120 | Élément hypothétique   | [Og] 8s2                      |
Les éléments de ce groupe appartiennent au bloc s du tableau périodique. Hormis l'élément 120, qui est hypothétique, ils appartiennent à la famille des métaux alcalino-terreux.